# Ruda Wołoska
Ruda Wołoska – wieś w Polsce położona w województwie lubelskim, w powiecie tomaszowskim, w gminie Tomaszów Lubelski.
W latach 1975–1998 miejscowość administracyjnie należała do województwa zamojskiego.
Wieś jest sołectwem w gminie Tomaszów Lubelski. Według Narodowego Spisu Powszechnego z roku 2011 wieś liczyła 453 mieszkańców.
Wierni Kościoła rzymskokatolickiego należą do parafii Trójcy Przenajświętszej w Łaszczówce.

## Części wsi
| SIMC   | Nazwa   | Rodzaj    |
| ------ | ------- | --------- |
| 902547 | Groszki | część wsi |

## Historia
Wieś prawa wołoskiego, położona była w pierwszej połowie XV wieku w województwie bełskim. Wieś historycznie położona w powiecie bełskim. Notowana w pierwszej ćwierci  XV wieku. Około 1425 roku do 1528 r. a więc ponad 100 lat pozostawała w posiadaniu Małdrzyków herbu Wąż, następnie po linii żeńskiej Małdrzyków przeszła do Marcinowskich, zaś w 1596 do Floriana Łaszcza-Nieledewskiego. Ten ostatni w latach 1609-1610 lokuje na gruntach Rudy Wołoskiej miasto Nowy Łaszcz (obecnie Łaszczówka). Lokacja jak pokazał czas nie była udana, w wieku XVII o Łaszczówce pisano jako o wsi.
Według noty SgKP z roku 1888, występują tu pokłady wapnia i torfu . Przy trzech drogach wychodzących ze wsi znajdowały się drewniane krzyże, które miały bronić mieszkańców od głodu i morowego powietrza. We wsi były stawy, młyn wodny, kaszarnia. Było też kilku tkaczy. Ludność początkowo zajmowała się pasterstwem, a potem rolnictwem. Chłopi do czasu uwłaszczenia  pracowali na pańskim raz w tygodniu, a jeżeli ktoś był zadłużony, to pracował i cztery dni. 
Miejscowi włościanie, przeważnie małorolni, szukali zarobku w pobliskich folwarkach albo u żydów w mieście. Byli też tacy, którzy emigrowali do Ameryki.
Szkołę powszechną, 4-klasową, założono dopiero w 1916 roku. Klasy umieszczono w budynkach miejscowych gospodarzy, dopiero w 1963 roku szkoła znalazła się w budynku własnym.
Spis ludności z r. 1921 (wówczas wieś w gminie Majdan Górny) wykazywał we wsi 57 domów oraz 389 mieszkańców, w tym 12 Żydów i 18 Ukraińców.

## Zabytki
- Dwie figury, które stoją przy wjeździe do miejscowości od strony Tomaszowa. Jedna, wykonana z kamienia, należy do najstarszych figur w okolicy. Pochodzi z 1851 roku. Jest to słup z rzeźbą św. Jana Nepomucena. Jej fundatorem był właściciel majątku Teofil Bojeński. Druga, stojąca w cieniu czterech lip, jest ku czci Matki Boskiej. Żeliwny krzyż z 1907 roku, stojący na kolumnie, jest opleciony liściastą wicią. Fundatorem tej figury był Andrzej Pawluczuk.